# Alfabet czarnogórski
Alfabet czarnogórski – zmodyfikowany alfabet łaciński służący do zapisywania języka czarnogórskiego. 
W obecnej formie został wprowadzony rozporządzeniem z 9 czerwca 2009 przez ministra edukacji Czarnogóry, Sretena Škuleticia. Funkcjonuje równolegle z cyrylicą serbską. 
Alfabet czarnogórski składa się z 32 znaków:
| Łacina   | A B C Č Ć D Dž Đ E F G H I J K L Lj M N Nj O P R S Š Ś T U V Z Ž Ź |
| Cyrylica | А Б В Г Д Ђ Е Ж З З́ И Ј К Л Љ М Н Њ О П Р С С́ Т Ћ У Ф Х Ц Ч Џ Ш    |